# Atsuta-ku
Atsuta-ku (熱田区?) è uno dei sedici quartieri amministrativi della città di Nagoya, in Giappone.